# Drepanepteryx phalaenoides
Drepanepteryx phalaenoides – gatunek sieciarki z rodziny życiorkowatych (Hemerobiidae) opisany naukowo w 1758 roku przez Karola Linneusza w Systema Naturae pod nazwą Hemerobius phalaenoides.
Występuje w Europie. W Polsce jest rozprzestrzeniony na obszarze całego kraju, ale rzadko spotykany, choć częściej niż Drepanepteryx algida. Jest związany z drzewami liściastymi.

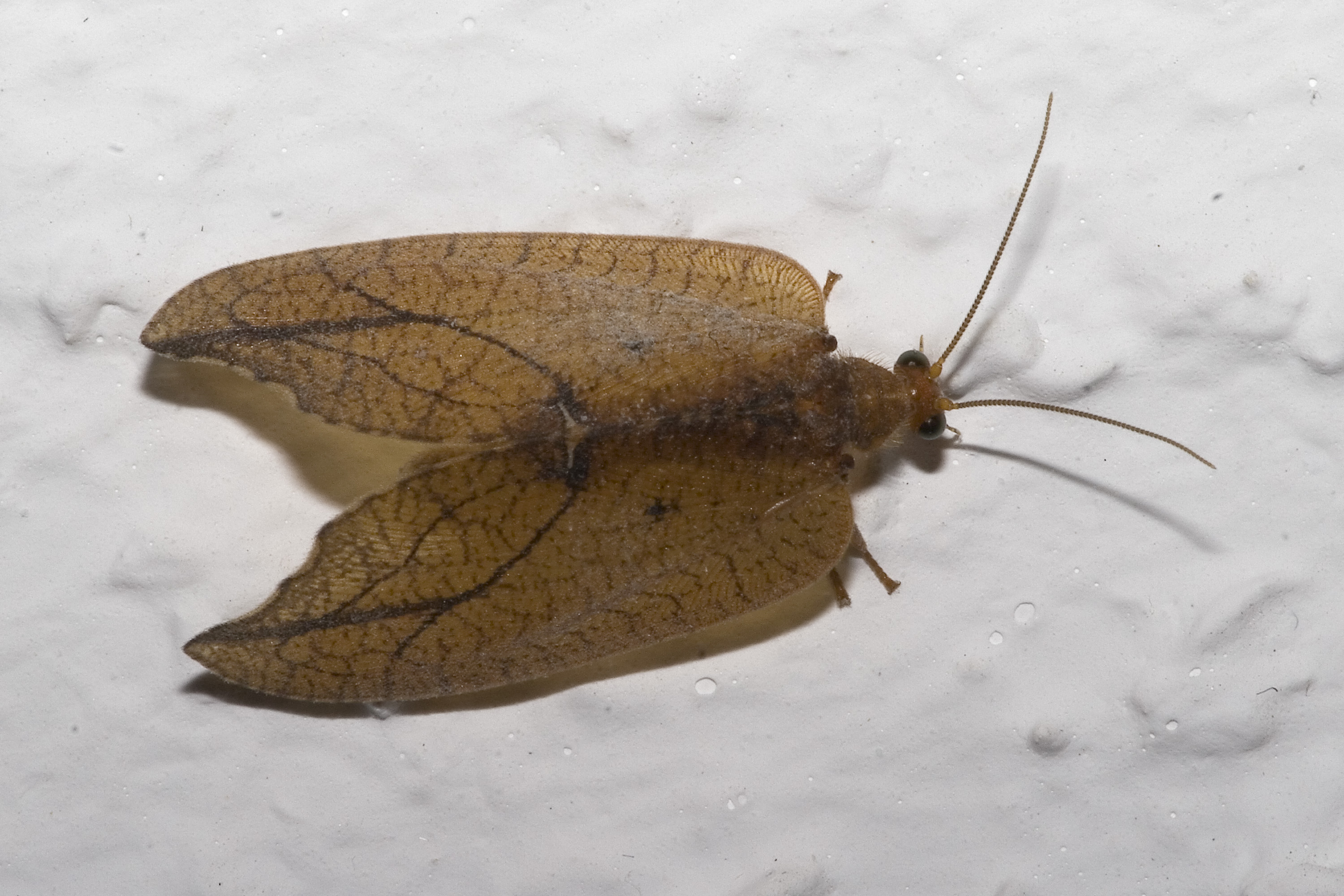
Imago

Larwy żerują na wielu gatunkach mszyc, m.in. na kilku szkodnikach upraw, np. niszczących sady jabłoniowe Dysaphis plantaginea. Już na początku XX wieku w Szwajcarii obserwowano larwy Drepanepteryx phalaenoides żerujące od maja do połowy lipca na koloniach bawełnicy korówki (Eriosoma lanigerum). 
Imagines mają ubarwienie kryptyczne. Rozpiętość skrzydeł osiąga 23-30 mm. Pojawiają się od sierpnia do października.